# Optyka geometryczna
Optyka geometryczna – dział optyki zajmujący się wytłumaczeniem zjawisk optycznych przy użyciu pojęcia promienia.
Założenia optyki geometrycznej:
- w ośrodku optycznie jednorodnym światło biegnie po linii prostej
- ośrodek optyczny to taki, w którym rozchodzi się światło
- ośrodek optycznie jednorodny to taki, który w całej swojej objętości posiada jednakowe właściwości fizyczno-chemiczne
- linia, po której rozchodzi się światło, to promień świetlny
- promień skierowany prostopadle do powierzchni płaskiej ulegnie odbiciu i wróci do źródła światła